# Сарата (Њамц)
Сарата (рум. Sărata) насеље је у Румунији у округу Њамц у општини Добрени. Oпштина се налази на надморској висини од 480 m.

## Становништво
Према подацима из 2002. године у насељу је живело 189 становника, од којих су сви румунске националности.